# Heckenlandschaft im Kohl
Die Heckenlandschaft im Kohl ist ein vom Landratsamt Münsingen am 31. Mai 1955 durch Verordnung ausgewiesenes Landschaftsschutzgebiet auf dem Gebiet der Stadt Münsingen.

## Lage
Das etwa 3 Hektar große Landschaftsschutzgebiet liegt etwa 1,5 km südlich des Ortsteils Auingen im Gewann Braunetshalden. Die Fläche ist Teil der Entwicklungszone des Biosphärengebiets Schwäbische Alb. Es gehört zum Naturraum Mittlere Kuppenalb.

## Landschaftscharakter
Im Schutzgebiet befinden sich mehrere aus ehemaligen Feldhecken und Weidbäumen hervorgegangene Baumhecken. Der Nordteil wird als magere Flachlandmähwiese bewirtschaftet. Im Osten wurden Waldbestände aufgeforstet.